# Karl Ferdinand Lindemann
Karl Ferdinand Lindemann (* 15. November 1714 in Dresden; † 7. April 1782 ebenda) war ein kursächsischer Verwaltungspolitiker und Mitglied des Sächsischen Rétablissements, das nach dem Siebenjährigen Krieg die Grundlage für die Wirtschafts- und Staatsreform im Kurfürstentum schuf.

## Leben
Lindemanns Vater war Levin Lindemann (1665–1729). Er war königlich-polnischer und kurfürstlich-sächsischer Kabinettssekretär. Die Mutter war Sophia Maria Abel. Lindemann war verwandt mit Margarethe Luther geb. Lindemann (1460–1531), der Mutter des Reformators Martin Luther. Den Vornamen Ferdinand erhielt Lindemann nach seinem Onkel Christian Ferdinand Abel, einem der berühmtesten Violonisten und Gambenvirtuosen des Barock. 
Nach Grundschulausbildung in Dresden besuchte Lindemann von 1729 bis 1734 die Fürstenschule St. Afra in Meißen. Sein Mitschüler war der Dichter Christian Fürchtegott Gellert. Es wurde eine lebenslange Freundschaft. Mit Abschluss seines Jura-Studiums (1734–1741) an der Universität in Wittenberg begann Lindemann 1741 seine militärische Staatsdiensttätigkeit als königlich-kurfürstlicher Premierleutnant und danach als Regimentsquartiermeister.
Die eigentliche berufliche Karriere des Karl Ferdinand Lindemann im Kurfürstentum begann 1754 mit seiner Ernennung zum Landkammer- und Bergrat und 1763 als kurfürstlich sächsischer Vice-Kammer-Präsident in Dresden. Bei dieser Tätigkeit hatte er als Leiter der Finanzkammer detaillierte Kenntnisse über die Finanzen und damit verbundenen Ein- und Ausgaben im Kurfürstentum. Er erkannte die fortschreitende Finanzmisere des Kurfürstentums, die durch den Siebenjährigen Krieg und die luxuriösen Neigungen einiger Regierungsmitglieder entstanden waren. 
Um einem finanziellen Kollaps des Kurfürstentums entgegenzuwirken, fanden sich 1762/1763 einflussreiche Männer wie Christian Gotthelf von Gutschmid, Friedrich Wilhelm von Ferber und Karl Ferdinand Lindemann unter der Leitung von Thomas von Fritsch und der Zustimmung des Kurfürsten Friedrich Christian zusammen. Als zentrale Aufgaben waren Reformen im Justizbereich, Land- und Forstwirtschaft, Gesundheits- und Bildungswesen, sowie in den Schlüsselresorts der Wirtschafts-, Finanz- und Steuerpolitik vorgesehen. Lösungen und Umsetzungen wurden erarbeitet und diese für den wirtschaftlichen Wiederaufbau Kursachsens auf den Weg gebracht. Der vorgegebene Weg war von Erfolg gekrönt. Innerhalb weniger Jahre wurde Kursachsen, trotz Reduzierung seines Flächenstaates durch den Siebenjährigen Krieg, mit gezieltem Schuldenabbau wieder der führende deutsche Wirtschaftsstandort. Zudem wurde 1763 durch das Rétablissement eine völlig neue liberalere modernere Innenpolitik im Kurfürstentum eingeführt. 
Nicht alle Vorschläge der kursächsischen Reformer für eine Wirtschafts- und Staatsreform konnten umgesetzt werden. Sie galten in der damaligen Zeit eines absolutistisch regierenden Fürsten als staatsgefährdendes Gedankengut. Bei Verwirklichung dieser Reformen wäre Kursachsen zu einer frühkonstitutionellen Staatsverfassung gelangt, wie sie damals noch kein monarchisch aufgebautes Staatsgebilde auf dem europäischen Festland besaß.
Lindemann war in zweiter mit Ehe mit Charlotte-Elisabeth Ferber (* 21. März 1738; † 9. November 1795), einer Schwester von Friedrich Wilhelm von Ferber, verheiratet.  Er hatte eine Tochter Friederike Eleonore Charlotte (1761–1802). Sie heiratete 1783 den Hof- und Justizrat Karl Friedrich Treitschke (1746–1804). Sein Sohn Friedrich Carl Adolf von Lindemann wurde sächsischer Oberst.